# Natica oteroi
Natica oteroi is een slakkensoort uit de familie van de Naticidae. De wetenschappelijke naam van de soort is voor het eerst geldig gepubliceerd in 1991 door Fernandes & Rolán.